# Sagar (eiland)
Sagar of Sagar Island is een Indiaas eiland in de monding van de rivier Hooghly in de Golf van Bengalen. Het eiland is ongeveer 25 kilometer lang en 10 kilometer breed.
De mangrovebossen die van oudsher aan de oevers groeiden van het eiland en deze oevers beschermden, zijn voor een groot deel gekapt. Dit zorgt voor erosie en Sagar verloor al 50 vierkante kilometer tussen 1950 en 2019.